# Staurastrum erasum
Staurastrum erasum là một loài Song tinh tảo trong họ Desmidiaceae, thuộc chi Staurastrum.